# Praça de Mouzinho de Albuquerque

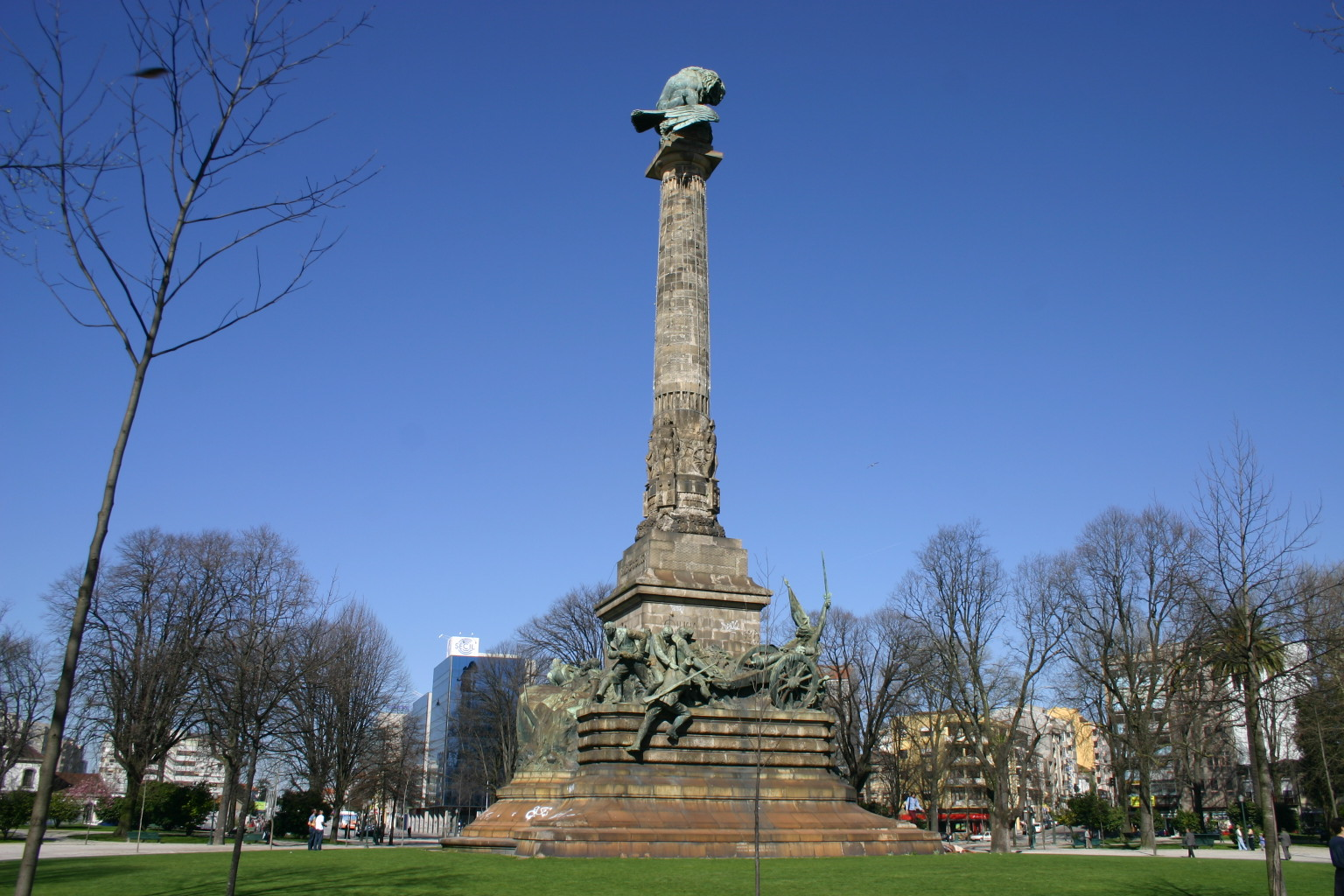
Le monument, au centre de la Praça de Mouzinho de Albuquerque.

La Praça de Mouzinho de Albuquerque, surnommée Rotunda da Boavista, est une place de Porto, au Portugal, située au nord-ouest du centre historique, dans le quartier de Boavista. Elle porte le nom de Joaquim Augusto Mouzinho de Albuquerque, général de la fin du XIXe siècle.

## Description

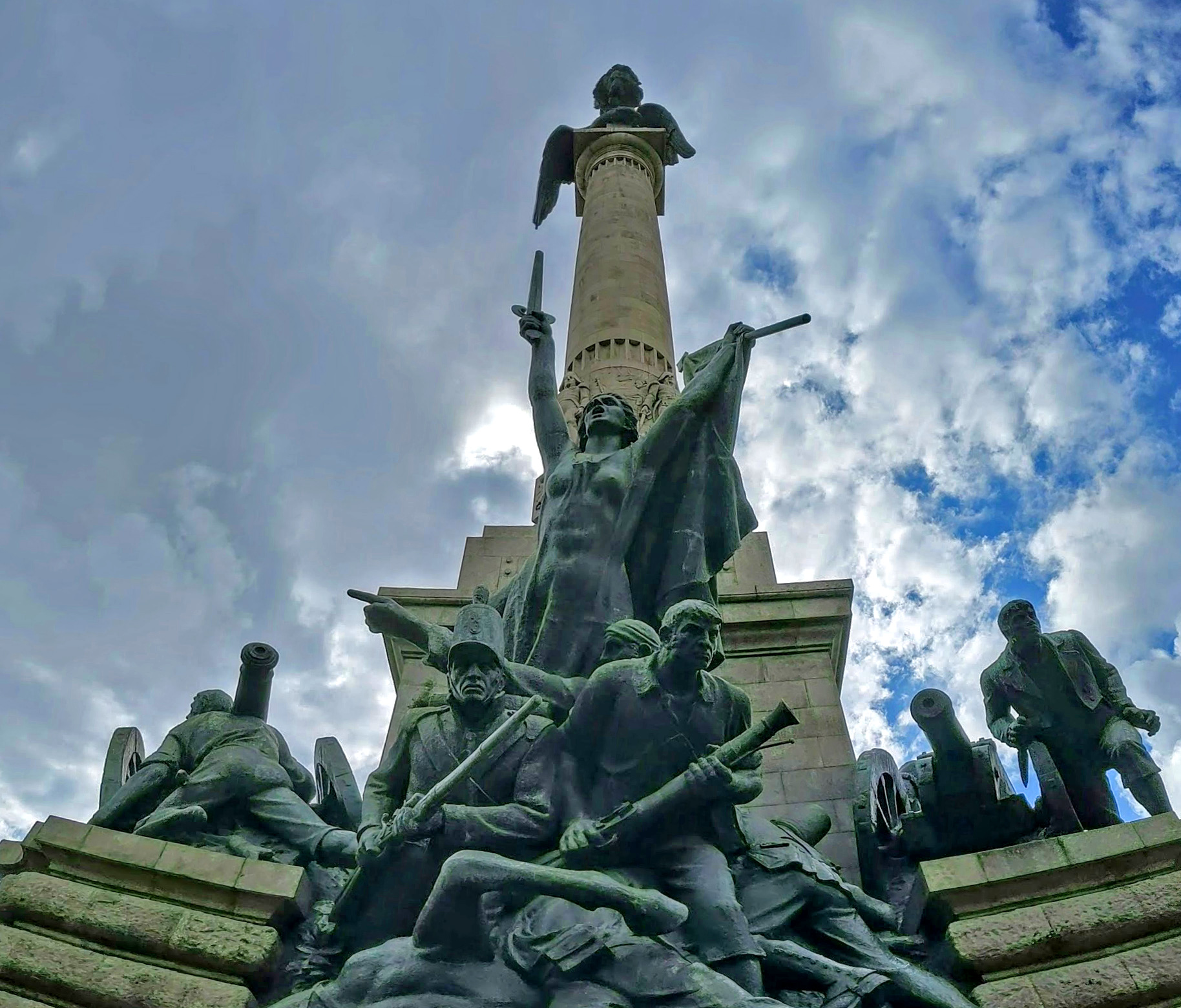
Composition en bronze sur le piédestal du monument : une femme, tenant le drapeau national de sa main gauche et une épée de sa main droite, entraîne les soldats.

La Rotunda de Boavista est une vaste place circulaire ; le terre-plein central, qui couvre la plus grande part de la superficie de la place, est organisé comme un jardin d'arbres et d'arbustes. Au centre de ce jardin se dresse le Monument aux héros de la guerre péninsulaire. Ce monument, œuvre de l'architecte José Marques da Silva (pt) et du sculpteur António Alves de Sousa (pt), commencé en 1909, n'a été inauguré qu'en 1952 ; il est composé d'un piédestal entouré de plusieurs compositions en bronze et surmonté d'une colonne au sommet de laquelle le lion britannique écrase l'aigle napoléonien.
Huit avenues ou rues débouchent sur la place : Avenida da Boavista (est et ouest), Rua de Caldas Xavier, Rua da Meditação, Rua de Júlio Dinis, Rua de Nossa Senhora de Fátima, Avenida de França, Rua de Cinco de Outubro.
Au nord-ouest de la place se trouve la Casa da Música, salle de concert inaugurée en 2005. À l'opposé, au coin de la partie orientale de l'Av. de Boavista, se dresse le Centre commercial Brasilia, premier centre commercial ouvert au Portugal, en octobre 1976.
La place est desservie par la station de métro Casa de Música, sur l'Avenida da França.